# Білоруська центральна рада

Печатка Білоруської центральної ради

Білору́ська центра́льна ра́да (БЦР; біл. Беларуская цэнтральная рада, Biełaruskaja centralnaja rada; нім. Weißruthenischer Zentralrat) — головний дорадчий орган, центральна інстанція білоруської адміністрації в умовах нацистської окупації в Генеральній окрузі Білорутенія, номінальний уряд Білорусі у 1943—1944 роках.

## Історія
Білоруська центральна рада була створена у грудні 1943 року з Білоруської ради довіри при Генеральному комісаріаті Білорусь. Членами БЦР було 14 людей, очолив Раду білоруський політичний діяч Радослав Островський. Першим віцепрезидентом став Микола Шкяльонак, а другим Юрій Соболевський.
Формально Білоруській центральній раді було передано ряд повноважень, зокрема керівництво освітою, культурою, соціальною сферою, Білоруською крайовою обороною. Проте у реальності всі ці галузі залишилися під контролем німців, а функції БЦР зводилися до поліційних і пропагандистських. Члени Ради намагалися створювати військові формування з місцевого населення, проте більшість таких спроб завершилася провалом. Деякі члени Білоруської центральної ради були ліквідовані радянськими партизанами на території Білорусі.
Фактично діяльність Ради була припинена на Другому Загальнобілоруському конгресі 27 червня 1944.
Після капітуляції Третього Рейху більшість членів БЦР переїхали до Німеччини та інших країн Європи. Формально орган увійшов до складу Антибільшовицького блоку народу.
Рада БНР, яку підтримувала більшість білоруських емігрантських організацій, ніколи не визнавала легітимність БЦР.
У 1970-х рр. голова БЦР Островський випустив кілька нагород БЦР для активістів і для ветеранів Білоруської самооборони.
Припинила діяльність у 1995 р. у зв'язку зі смертю більшості активістів; новообраний голова заявив, що не хоче підтримувати подальше існування організації.